# Заречненский сельский совет (Крым)
Заречненский сельский совет (укр. Зарічненська сільська рада, крымскотат. Qamacı köy şurası) — согласно законодательству Украины — административно-территориальная единица в Джанкойском районе Автономной Республики Крым, расположенная в северной части Джанкойского района, в степной зоне полуострова, на берегу одного из заливов Сиваша. Население по переписи 2001 года — 3666 человек.
К 2014 году в состав сельсовета входило 7 сёл:

| - Армейское - Болотное - Заречное - Митюрино | - Низинное - Перепёлкино - Смежное |

## История
По данным сайта «ДжанкойИнфо» Камаджинский сельский совет был образован в 1918 году. По результатам всесоюзной переписи 17 декабря 1926 года Камаджинский сельский совет включал 6 населённых пунктов с населением 637 человек.
Указом Президиума Верховного Совета РСФСР от 21 августа 1945 года Камаджинский сельсовет был переименован в Заречненский. С 25 июня 1946 года совет в составе Крымской области РСФСР, а 26 апреля 1954 года Крымская область была передана из состава РСФСР в состав УССР. В том же году Заречненский сельский совет был объединен с Победненским, в 1959 году Заречненский был вновь выделен в самостоятельный.
На 15 июня 1960 года в составе совета числились населённые пункты:

| - Аляска - Армейское - Болотное - Васильевка - Дымовка - Заречное - Корнеевка - Митюрино | - Морозово - Мысовое - Низинное - Новая Жизнь - Ново-Владимировка - Передовое - Перепёлкино | - Пламенное - Победное - Раздольное - Смежное - Тарасовка - Чайкино - Чистое |

К 1968 году ликвидированы Аляска, Васильевка, Передовое и Чистое, а Дымовку присоединили к Победное, к 1 января 1977 года упразднены Морозово, Нововладимировка, Пламенное и Раздольное. Новая Жизнь, Победное и Тарасовка перешли в воссозданный Победненский сельсовет. В период с 1977 по 1985 год (в перечнях административно-территориальных изменений после этой даты не упоминается) ликвидирована Корнеевка. 21 августа 1990 года путём выделения из Заречненского образован Чайкинский сельсовет, в который отошли Мысовое и Чайкино и совет обрёл современный состав. С 12 февраля 1991 года сельсовет в восстановленной Крымской АССР, 26 февраля 1992 года переименованной в Автономную Республику Крым. С 21 марта 2014 года в составе Крыма аннексирован Россией. Законом «Об установлении границ муниципальных образований и статусе муниципальных образований в Республике Крым» от 4 июня 2014 года территория административной единицы была объявлена муниципальным образованием со статусом сельского поселения.